# Stefan Radoja
Stefan Radoja (Palánka, 1990. január 16. –) szerb labdarúgó.